# حجت أباد (ألقورات)
حجت أباد (بالفارسية: حاجی‌آباد) هي مستوطنة تقع في إيران في قسم ألقورات الريفي. يقدر عدد سكانها بـ 41 نسمة .